# Брунсбюттель
Брунсбюттель (нім. Brunsbüttel) — місто в Німеччині, розташоване в землі Шлезвіг-Гольштейн. Входить до складу району Дітмаршен. Лежить в гирлі річки Ельби, біля Північного моря. 
Площа — 65,24 км2. Населення становить 12 364 ос. (станом на 31 грудня 2020).
У місті знаходиться один із входів в Кільський канал. Діє Брунсбюттельська атомна електростанція.

## Галерея

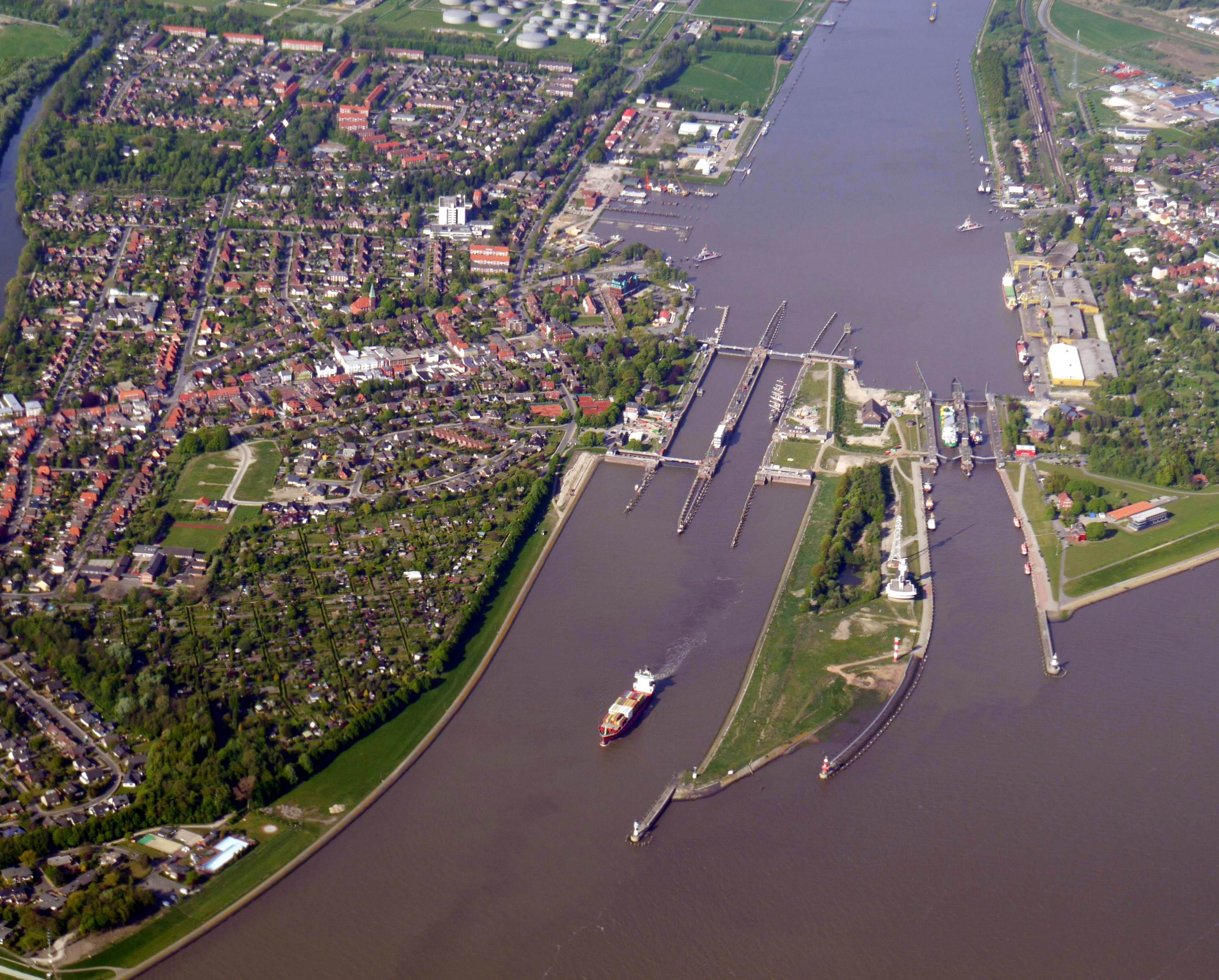
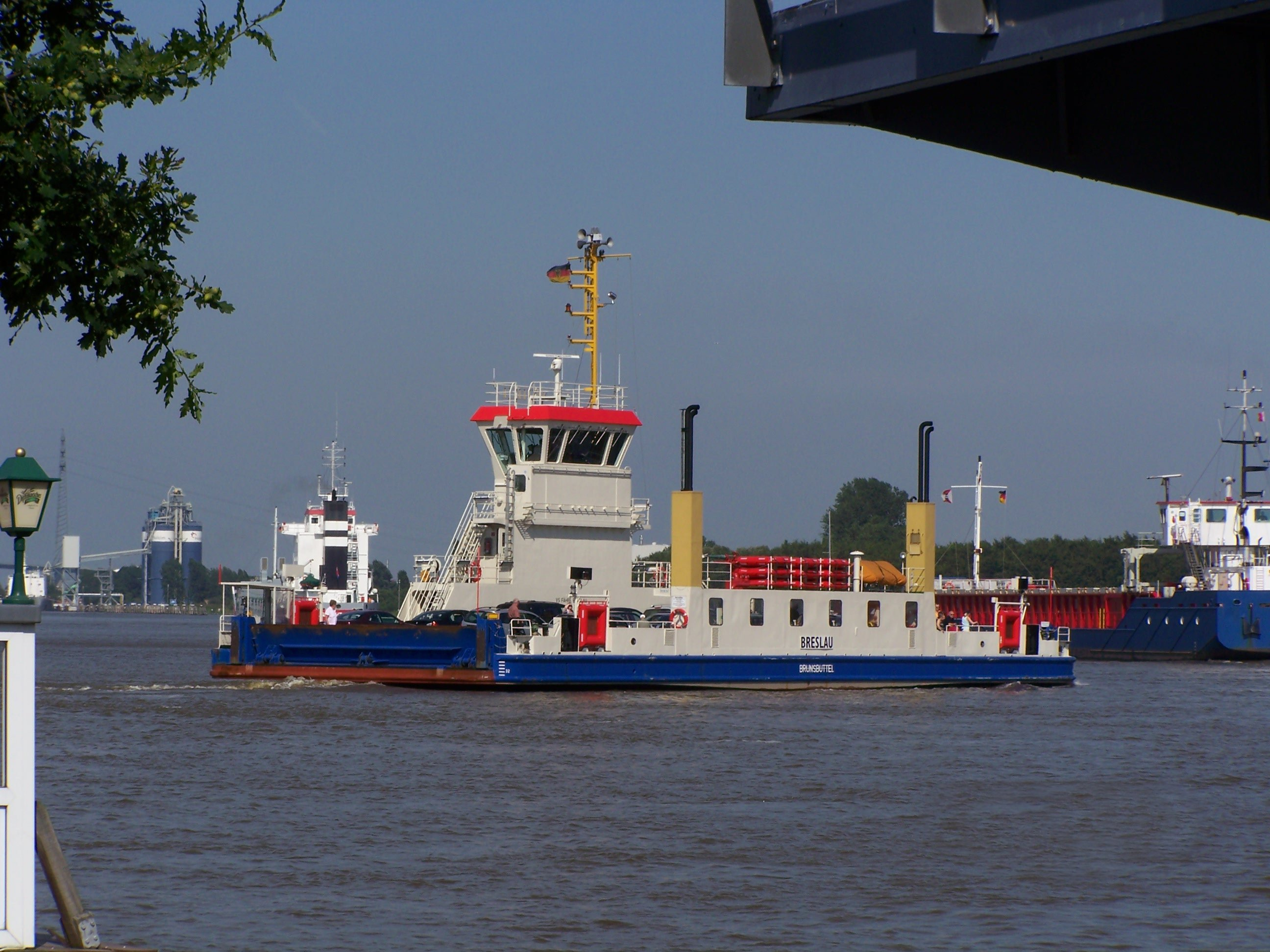
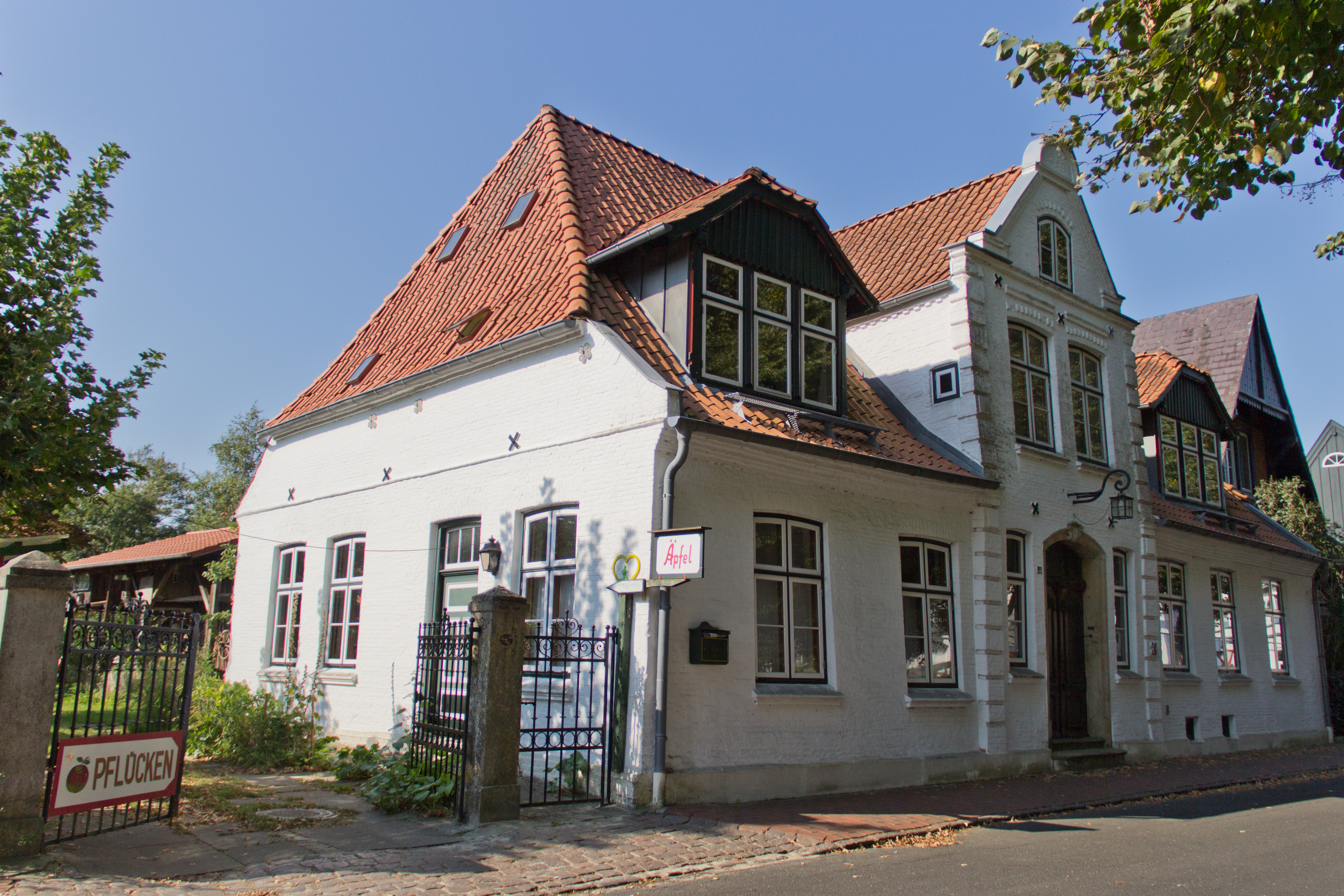
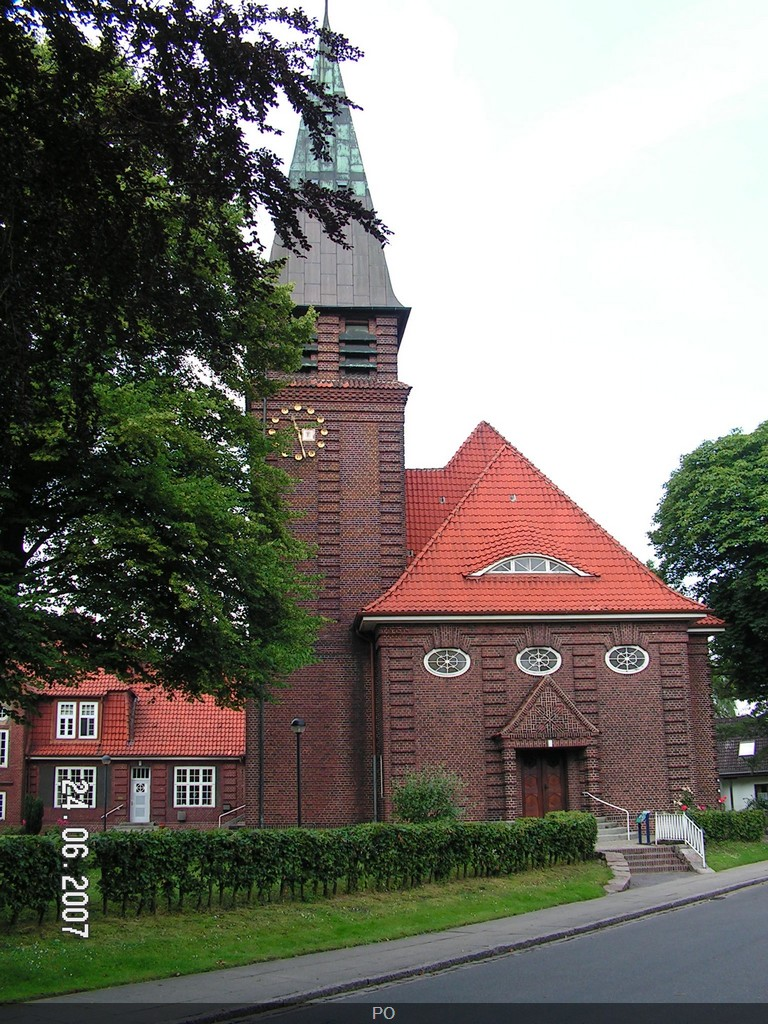
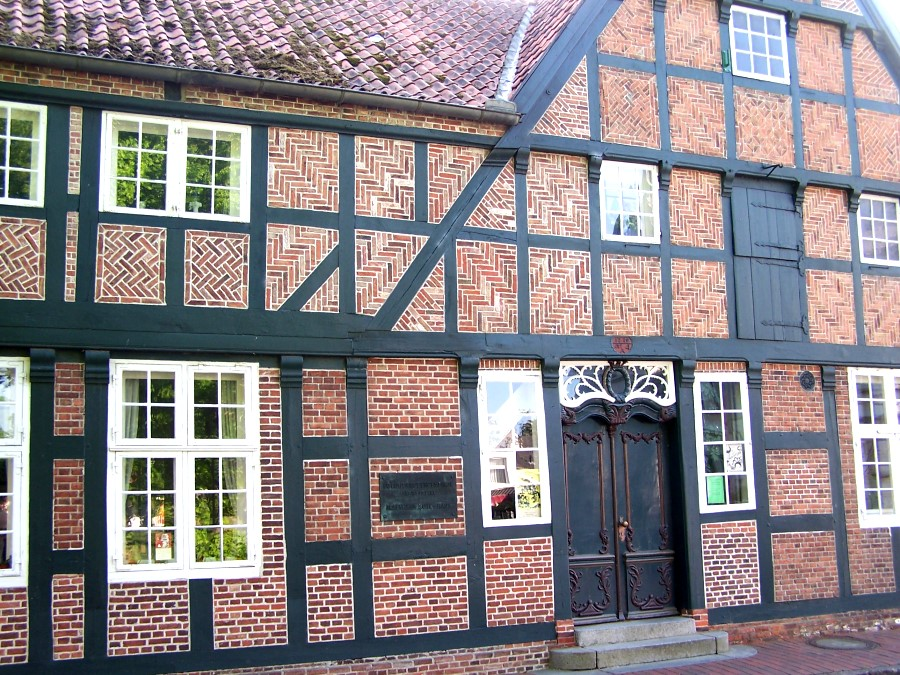
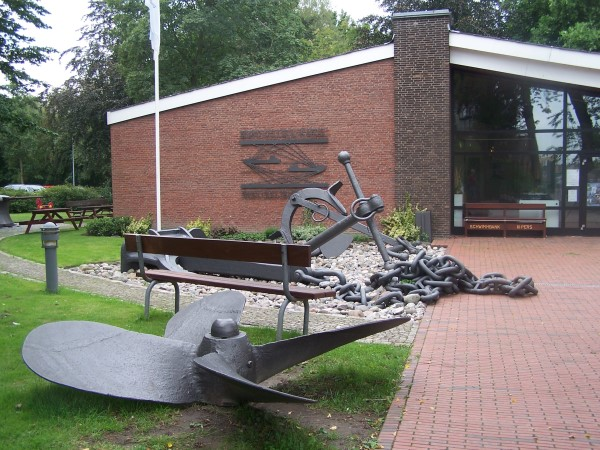